# William Glanville
William Henry Glanville CB CBE FRS (1 de fevereiro de 1900 — 30 de junho de 1976) foi um engenheiro civil britânico.
Durante a Segunda Guerra Mundial esteve envolvido com o Road Research Laboratory em pesquisas de guerra, desenvolvendo estradas temporárias, análise de praias e projeto de tanques e aeronaves. Também trabalhou com cálculo de explosivos e modelos em escala usados para desenvolver as bombas de rebote usadas na Operação Chastise.